# Elatostema huanglianshanicum
Elatostema huanglianshanicum es una especie de planta del género Elatostema, perteneciente a la familia Urticaceae.

## Taxonomía
Elatostema huanglianshanicum fue descrita por Wen Tsai Wang en 2011.

## Distribución
Se encuentra en el territorio centro-sur de China.